# Distrito de Hanumangarh
Hanumangarh (en hindi: हनुमानगढ़ ज़िला ) es un distrito de la India en el estado de Rajastán. Código ISO: IN.RJ.HA.
Comprende una superficie de 12645 km².
El centro administrativo es la ciudad de Hanumangarh.

## Demografía
Según censo 2011 contaba con una población total de 1779650 habitantes, de los cuales 845 990 eran mujeres y 933 660 varones.